# Academia Austriacă de Științe
 Academia Austriacă de Științe (în germană Österreichische Akademie der Wissenschaften) este cea mai înaltă instituție științifică din Austria. Academia își are sediul central în Viena, pe locul fostului colegiu iezuit și al primului observator astronomic, în imediata vecinătate a Bisericii Universității din Viena.